# Матус Григорій Аронович
Григорій Аронович Матус — радянський і український звукооператор.

## Життєпис
Народився 17 січня 1926 р. в Києві в родині службовця. Закінчив Київський інститут кіноінженерів (1949). Працював інженером обласного управління кінофікації, інженером з техніки безпеки, інженером звукозапису. З 1966 р. — звукооператор Київської кіностудії ім. О. П. Довженка.

## Фільмографія
Оформив стрічки: «Берег надії» (1967), «Великий клопіт через маленького хлопчика» (1968), «Падав іній» (1969), «Шлях до серця» (1970), «Секретар парткому» (1970, т/ф, 2 с), «Софія Грушко» (1971), «Адреса вашого дому» (1972), «Ефект Ромашкіна» (1973, т/ф), «Юркові світанки» (1975, т/ф, 4 а), «Ви Петька не бачили?» (1975), «Час — московський» (1976), «Рідні» (1977, 2 а), «Вигідний контракт» (1979, т/ф, 4 с), «Мільйони Ферфакса» (1980), «Таємниця, відома всім» (1981, 2 с), «Тепло студеної землі» (1984), «Климко» (1984), «Слухати у відсіках» (1985), «Випадок з газетної практики» (1987) та ін.
Член Національної спілки кінематографістів України.